# Sono ricco/In due
Sono ricco/In due è il secondo singolo di Nini Rosso, pubblicato dalla Titanus nel 1961.

## I brani
Il brano presente sul lato A è scritto da Pino Tombolato e composto da Franco Pisano, mentre il retro è un brano scritto e composto da entrambi i fratelli (Berto e Franco) Pisano.

## Tracce
1. Sono ricco – 2:40 (testo: Pino Tombolato – musica: Franco Pisano)
2. In due – 2:29 (Franco e Berto Pisano)